# Аль-Муджадиля
Аль-Муджа́диля (араб. المجادلة — Препирающаяся) — пятьдесят восьмая сура Корана. Сура мединская.  Состоит из 22 аятов.

## Содержание
В начале суры рассказывается о женщине, которую муж запретил себе. Затем разъясняется положение об искуплении (каффара), связанное с языческим обрядом «аз-зихар». Потом указывается на этику беседы друг с другом и с посланником.

Аллах уже услышал слова женщины, которая вступила с тобой в пререкания относительно своего мужа и пожаловалась Аллаху. Аллах слышал ваш спор, ведь Аллах - Слышащий, Видящий. ۝ е из вас, которые объявляют своих жён запретными для себя, говорят слова предосудительные и лживые. Их жёны - не матери им, ведь их матерями являются только женщины, которые их родили. Воистину, Аллах - Снисходительный, Прощающий. ۝ Те, которые объявляют своих жён запретными для себя, а потом отрекаются от сказанного, должны освободить одного раба прежде, чем они прикоснутся друг к другу. Этим вас увещевают, и Аллах ведает о том, что вы совершаете. ۝ Если кто-либо не сможет сделать этого, то он должен поститься в течение двух месяцев без перерыва прежде, чем они прикоснутся друг к другу. А кто не способен на это, тому надлежит накормить шестьдесят бедняков. Это делается для того, чтобы вы уверовали в Аллаха и Его посланника. Таковы ограничения Аллаха, а для неверующих уготованы мучительные страдания.
—  58:1—4 (Кулиев)